# Frederica Carlota de Brandemburgo-Schwedt
Frederica Carlota Leopoldina Luísa de Brandemburgo-Schwedt (em alemão:  Friederike Charlotte Leopoldine Louise; Schwedt, 18 de agosto de 1745 – Altona, 23 de janeiro de 1808) foi uma princesa alemã que governou como a última princesa-abadessa da Abadia de Herford, durante o período de 1764 a 1802. Como um membro do ramo de Brandemburgo-Schwedt que pertencia à Casa de Hohenzollern da família real prussiana, ela também era conhecida como a princesa da Prússia.

## Família

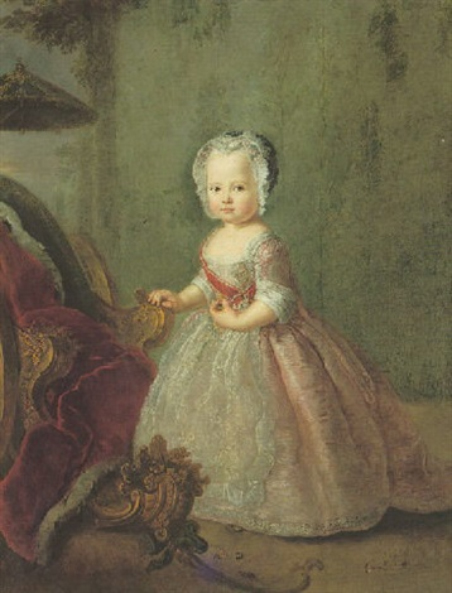
A princesa aos 3 anos de idade, em 1748, pintada por Antoine Pesne.

Frederica Carlota foi a segunda filha nascida do marquês Frederico Henrique de Brandemburgo-Schwedt e de Leopoldina Maria de Anhalt-Dessau.
Os seus avós paternos eram Filipe Guilherme de Brandemburgo-Schwedt e Joana Carlota de Anhalt-Dessau. Os seus avós maternos eram o príncipe Leopoldo I de Anhalt-Dessau e Ana Luísa Föhse.
Ela teve apenas uma irmã mais nova: Luísa, esposa de Leopoldo III de Anhalt-Dessau.

## Biografia
Após o término do casamento dos pais de Frederica Carlota, o rei Frederico II da Prússia, enviou a mãe dela, Leopoldina Maria, para Colberga, na Pomerânia, e Frederica Carlota ingressou na Abadia de Herford, parte do Marca de Brandemburgo, onde viveu como uma cônega secular. Em 1755, ela se tornou coadjutora da abadessa Edviges Sofia de Eslésvico-Holsácia-Gottorp, a quem, mais tarde, sucederia.
A jovem foi educada ao lado da irmã, Luísa, em parte, na Prússia. Entre 1760 e 1762, o matemático suíço Leonhard Euler lhe enviou inúmeras cartas escritas em francês que versavam sobre matemática e filosofia. Essas cartas foram publicadas entre 1769 e 1773 sob o nome de Cartas a uma Princesa Alemã (título original em francês:  Lettres à une princesse d'Allemagne sur divers sujets de physique et de philosophie), e foram impressas nas cidades de Leipzig e São Petersburgo, na Rússia; só a edição em francês teve 12 impressões. Essa era a Era do Iluminismo, e Euler tentou explicar os problemas de física, e, em especial, o seu histórico filosófico de uma maneira que pudesse ser compreendida. O acadêmico também pode ter sido professor da princesa.
Em 13 de outubro de 1764, aos 19 anos, Frederica Carlota se tornou abadessa de Herford. Como chefe de uma Abadia Imperial, pois fazia parte do Sacro Império Romano-Germânico, ela detinha o título de Princesa Imperial. Ela administrava a abadia, e defendia os seus direitos contra a cidade de Herford. A princesa residia em Herford, e mantinha o seu agregado doméstico à maneira da realeza.
Em 12 de julho de 1766, a princesa Cristina Carlota de Hesse-Cassle foi nomeada abadessa coadjutora, e passou a servir ao lado de Frederica Carlota. Em 1790, ela doou um emblema ao convento de Santa Maria na montanha em seu território. A situação econômica do estado deteriorou durante o reinado de Frederica Carlota.

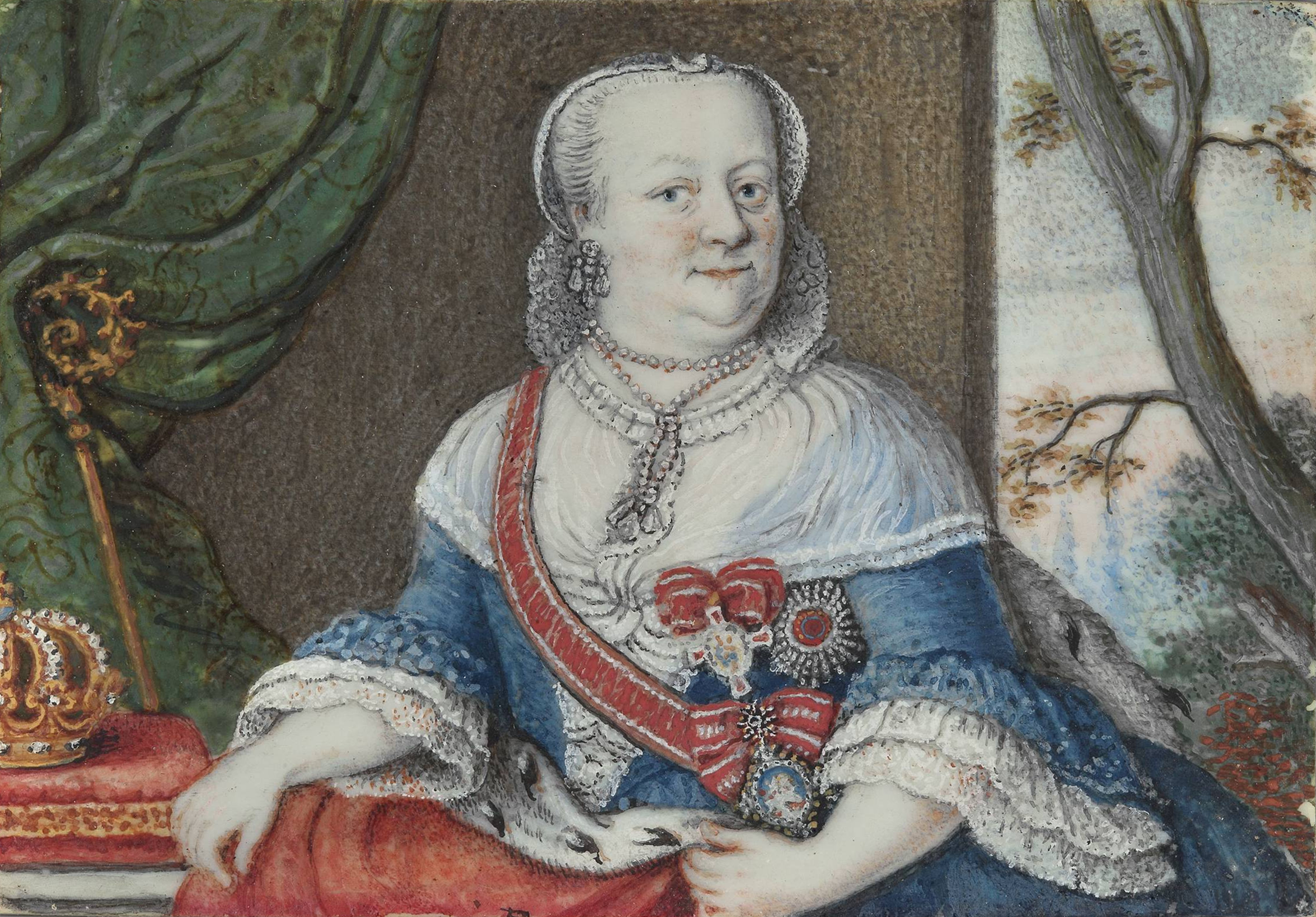
Pintura produzida entre 1750 e 1800 por artista desconhecido, hoje em exibição no Museu Nacional de Varsóvia, na Polônia.

A abadessa também tentou preservar o direito da Abadia contra o domínio prussiano. Contudo, em caso de dúvida, o rei da Prússia tinha o direito de decidir. Em 1798, foram iniciados procedimentos criminais contra os oficiais principais da Abadia, por terem forjado um testamento, e, o rei Frederico Guilherme III indicou uma comissão de mediatização para "executar a curatela dos bens da Senhora Abadessa." A comissão foi desbandada em 1799. Embora Frederica Carlota tenha reivindicado jurisdição sobre os seus súditos, os réus foram condenados num tribunal prussiano no ano de 1800.
A abadia sofreu secularização em 15 de agosto de 1802, e as suas propriedades foram confiscados pelo Reino da Prússia. Como compensação, a abadessa e as senhoras que faziam parte do colegiado receberam uma pensão do reino.
Frederica Carlota chegou à Altona, hoje um distrito de Hamburgo, após fugir do exército da Primeira República Francesa. Ela faleceu lá no dia 23 janeiro de 1808, aos 62 anos, e foi sepultada na Igreja colegiada de Herford.